# Bangsbostrand (parochie)
Bangsbostrand is een parochie van de Deense Volkskerk in de Deense gemeente Frederikshavn. De parochie maakt deel uit van het bisdom Aalborg en telt 6495 kerkleden op een bevolking van 7449 (2004). De parochie ligt binnen de stad Frederikshavn en wordt historisch vermeld als deel van de herred Horns. 
Abildgård · Albæk · Åsted · Bangsbostrand · Elling · Flade · Frederikshavn · Gærum · Hørby · Hulsig · Jerup · Karup · Kvissel · Lyngsaa · Østervrå · Råbjerg · Sæby · Skærum · Skæve · Skagen · Torslev · Understed · Volstrup